# Escourido (Orense)
Escouridoes una entidad de población situada en la parroquia de Manzaneda, del municipio español de Manzaneda, en la provincia de Orense, Galicia.

## Demografía
| Gráfica de evolución demográfica de Escourido entre 2005 y 2022 |
|                                                                 |
| Datos según el nomenclátor publicado por el INE.                |